# Lisa Ekdahl
Lisa Ekdahl (Stockholm, 1971. július 29. –) svéd énekesnő. Ezidáig 10 albuma jelent meg főként svéd nyelven, de némelyik teljes egészében angolul.

## Pályafutása
A svédországi Mariefredben nőtt fel. Zenei középiskolába járt. 1994-ben egyik napról a másikra vált híressé bemutatkozó albumával, amely 800 000 példányban kelt el, és három svéd zenei díjat hozott neki. A lemez Dániában és Norvégiában is sikert aratott. 1998-ban angol nyelvű dzsesszalbumot vett fel, amely ugyan Svédországban és Franciaországban sikeres lett, de az amerikai kritikusok szerint hangja nem illett a stílushoz.
Hatodik albuma, a Lisa Ekdahl sings Salvadore Poe (2000) új irányt jelzett a pályafutásában. Ezen a lemezen férje, Salvadore Poe által írt dalokat énekel, főként bossa nova stílusban.
Az első lemezén (1994-ben) kiadott Vem vet című számát felhasználták a Veronika meg akar halni című, Paulo Coelho könyve alapján készült filmben (2009).

## Diszkográfia

### Szólólemezek
- 1994: Lisa Ekdahl
- 1996: Med kroppen mot jorden
- 1997: Bortom det blå
- 2000: Sings Salvadore Poe
- 2004: Olyckssyster
- 2006: Pärlor av glas
- 2009: Give Me That Slow Knowing Smile
- 2014: Look to Your Own Heart
- 2016: Tolkningarna – Så mycket bättre Säsong 7
- 2017: När alla vägar leder hem
- 2018: More of the Good

### Koncertalbumok
- 2011: At the Olympia Paris

### Válogatások
- 2002: Heaven Earth & Beyond
- 2003: En samling sånger

## Fordítás
- Ez a szócikk részben vagy egészben a Lisa Ekdahl című angol Wikipédia-szócikk ezen változatának fordításán alapul.  Az eredeti cikk szerkesztőit annak laptörténete sorolja fel. Ez a jelzés csupán a megfogalmazás eredetét és a szerzői jogokat jelzi, nem szolgál a cikkben szereplő információk forrásmegjelöléseként.